# Pericyma viettei
Pericyma viettei là một loài bướm đêm trong họ Erebidae.